# James Seehafer

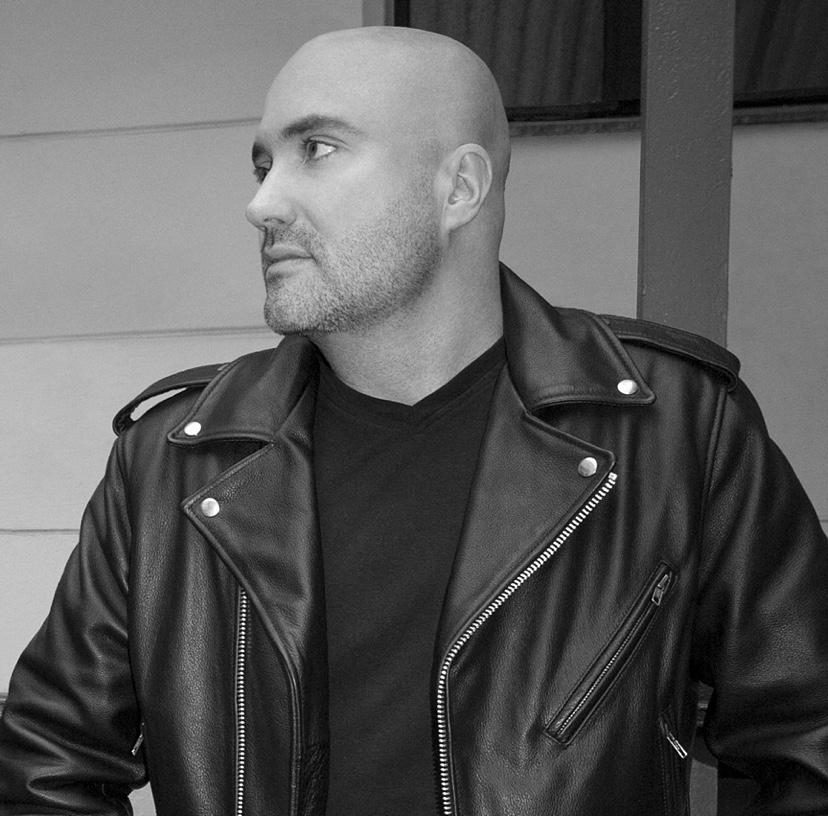
James Seehafer in Berlin (2007)

James Seehafer ist ein US-amerikanischer Maler und Multimediakünstler bekannt für die Prägung des Begriffs Massurrealismus und seine Beiträge zu dieser Kunstrichtung.

## Leben
Seehafers Vater ist Professors für Werbewesen. James Seehafer wuchs vor allem in Neuengland im nordöstlichen Teil der USA auf. Während er in jungen Jahren Malerei und Fotografie unabhängig voneinander betrieb, begann er Mitte der 1980er Jahre, seine Bilder sowohl in Connecticut als auch in der Lower East Side von New York City auszustellen, wo er an zahlreichen Ausstellungen teilnahm. Im Jahre 1988 begann er an der Parsons School of Design in New York zu studieren. Seehafer fing an, in seiner Malerei massenmediale Quellen zu verwenden, was ihn 1992 dazu brachte, den Begriff „Massurrealismus“ zu prägen. Als Katalysator für dieses Konzept diente eine Serie von Gemälden von Einkaufswagen, die er in den Jahren 1989–1990 anfertigte. Diese Serie stellte er an einigen Ausstellungsorten in Connecticut und auch in Boston, Massachusetts, aus.
Seehafer verließ im Jahre 2005 die USA, um in Berlin (Deutschland) zu leben, wo er sowohl als Fotograf arbeitete als auch seine Malerei und Mixed Media Arbeit fortsetzte. Unter seinen Werken befand sich auch die digitale Collage „Untitled 1990“, die auf seinen Einkaufswagen-Paintings und den Studien der späten 1980er und frühen 1990er Jahre basierte. Diese Abbildung wurde in verschiedenen Formaten präsentiert, darunter eine Foto und Mixed Media Version aus dem Jahre 2014.
Über den Massurrealismus wurden verschiedene wissenschaftliche Arbeiten und Abhandlungen verfasst.